# Rębiska
Rębiska (dodatkowa nazwa w j. kaszub. Rãbiska) – wieś kaszubska w Polsce położona w województwie pomorskim, w powiecie wejherowskim, w gminie Szemud.
W latach 1975–1998 miejscowość administracyjnie należała do województwa gdańskiego.

## Integralne części wsi
| SIMC    | Nazwa   | Rodzaj    |
| ------- | ------- | --------- |
| 1015564 | Koszary | część wsi |